# Xã Rome, Quận Deuel, Nam Dakota
Xã Rome (tiếng Anh: Rome Township) là một xã thuộc quận Deuel, tiểu bang Nam Dakota, Hoa Kỳ. Năm 2010, dân số của xã này là 85 người.